# Michael Porter
Michael Eugene Porter (* 23. května 1947) je americký ekonom, profesor Harvard Business School.

## Kariéra
Michael Porter je zakladatel jedné z nejznámějších strategií, každý student dokáže vyjmenovat všech pět sil jeho modelu konkurenceschopnosti. Patří mezi nejmladší profesory Harvardovy univerzity. Lze ho zařadit mezi guru marketingu především díky publikování vědeckých prací o strategii.
Jedním ze základních požadavků studia spjatého se strategií firem je znalost Michaela Portera a jeho děl. Jeho tituly zahrnují: Competitive Strategy: Techniques for Analysing Industries and Competitors (1980); Competitive Advantage: Creating and Sustaining superior Performance (1985); Competitive Advantage of Nations. Porter stejně tak publikoval velké množství článků v Harvard Business Review. Jeho knihy patří mezi základní zdroje elitních manažerů, jimž se vyjímají v knihovnách. Stejně tak jsou velmi prospěšné pro studenty, politiky nebo vědecké pracovníky. V minulosti byl pověřen Úřadem pro obchod a průmysl DTI a Výborem pro ekonomický a sociální výzkum aby určil, co má za následek zaostávání produktivity ve Spojeném království.
Porter se stal slavným nejen díky myšlence o konkurenceschopnosti firem, ale také o tom jak získat konkurenční výhodu, jelikož klíčovým aspektem marketingu je právě konkurence. Jeho knihu Competitive Strategy: Techniques for Analyzing Industriews and Competitors Harvardova univerzita označila za průkopníka v oblasti konkurence a strategie kooperace.

## Názor „šamanů“ na Portera
Podle knižní publikace Mickethwaita a Wooldridge se o Porterovi říká:
Porterova práce nepodala sama o sobě ještě jednoznačné závěry, ale pod jeho seznamy a příklady je pravděpodobně ukryta jednoduchá zpráva. V podstatě strategie skutečně pojednává o výběru mezi dvěma různými způsoby soutěžení. Jednou z možností je diferenciace trhu, který soutěží na základě hodnoty přidané zákazníkům, takže lidé zaplatí příplatek na pokrytí vyšších nákladů. Další možností je vedoucí postavení na trhu na základě nákladů a nabízení výrobků nebo služeb při nejnižších nákladech. I když kvalita a služba nejsou nikdy irelevantní, snížení nákladů je hlavním záměrem druhého typu organizace a naopak. Porterovy údaje ukazují, že lepší výsledky mají firmy s jasnou strategií, kterou provádějí lépe než ty firmy, kterým jasná strategie chybí, nebo které vědomě zkoušely jít oběma cestami (to je; šly cestou ceny a kvalit).

## Porterova analýza pěti sil
Každá společnost je primárně na trhu za účelem dosažení zisku. Výzkum a vývoj napomáhá rozšiřovat dimenzi působení firem. Z toho důvodu je důležité zkoumat svou konkurenci, která by mohla být naší potenciální hrozbou. Na základě analýzy následujících faktorů je společnost schopna vzájemně proti svým konkurentům soupeřit:
- Hrozba nově příchozích konkurentů (firem)
- Kupní síla dodavatelů
- Kupní síla odběratelů
- Hrozba nových substitutů k produktu

Společnost musí vědět, do jaké míry jsou tyto faktory schopny ovlivnit její činnost a existenci.

## Kritika Porterovy analýzy
- Analýza je příliš zaměřena jen na vybudování strategie pro tvorbu zisku, pro společnost je důležité také definovat své kompetence a vybudovat strategii na nich
- Konstrukce je statická a považuje průmyslové odvětví za stabilní
- Klade důraz na konkurenci na úkor spolupráce
- Strukturu průmyslu také ovlivňuje dynamika konkurence, jež není v analýze zahrnuta

## Porterův hodnotový řetězec
Porterův hodnotový řetězec nám udává soubor hodnot pro zákazníky z hlediska konkurenční výhody. Hodnotový řetězec je analýzou toho, jak mohou klíčové činnosti mít vliv na náklady ve smyslu jejich redukce, a také jaký mohou mít vliv na zlepšení diferenciace produktu. Hodnotový řetězec je rozdělen do dvou sektorů činností:
1. Primární činnosti - tyto činnosti přímo souvisí s hlavním předmětem podnikání.
- operace
- interní logistika
- externí logistika
- marketing a služby
- prodej

2. Podpůrné činnosti - tyto činnosti slouží jako podpora primárních činností.
- nákup
- technologický vývoj
- lidské zdroje
- firemní infrastruktura

## Porterův národní diamant
Porter tvrdí, že existují vnitřní dané příčiny, proč jsou některé národy soutěživější, než ty ostatní a proč jsou některé oblasti průmyslu uvnitř samotných národů více soutěživé než ty ostatní. V rámci této problematiky formuloval Porter schéma , kterému říkáme Porterův diamant.
Ve vytváření pravděpodobné možné míry dosažení úspěchu v globálním měřítku hraje důležitou roli národní domovská podstata organizace, která jakožto domovská základna je zdrojem základních faktorů, které mohou organizace za účelem získání takovýchto výhod dále rozvíjet a rozšiřovat:
1. Stav domácí poptávky - jsou formulovány charakteristické znaky, které zvýhodňují organizace
2. Faktorové podmínky - osvětlují základ výhod na národní úrovni. Za účelem získání zvýhodňujících faktorů využitelných v konkurenci jsou tyto speciální faktorové podmínky dále rozvíjeny, neboť jsou výhodou.
3. Firemní strategie, struktura a rivalita - důležitou roli hraje rozsah domácí soutěže uvnitř národa. V případě, že domácí firmy soupeří mezi sebou, očekává se úspěch v tomto odvětví i mimo hranice.
4. Příbuzné a podpůrné oblasti – v případě úspěchu v jedné průmyslové oblasti může toto spustit úspěšnost příbuzného odvětví. Tato odvětví jsou příbuzná, vzájemně se podporují a profitují jedná ze druhé.